# HD 97495
HD 97495，又名CD-48 6263，SAO 222639、HR 4350，是一颗恒星，视星等为5.36，位于銀經286.76，銀緯10.64，其B1900.0坐标为赤經11h 7m 59.6s，赤緯-48° 10.64′ 29″。